# Jon Pacheco
Pour les articles homonymes, voir Pacheco.
Jon Pacheco, né le 8 janvier 2001 à Elizondo en Espagne, est un footballeur espagnol qui évolue au poste de défenseur central à la Real Sociedad.

## Biographie

### En club
Né à Elizondo en Espagne, Jon Pacheco est formé par la Real Sociedad, qu'il rejoint à l'âge de douze ans en provenance du CD Baztán KE.
Il joue son premier match en équipe première le 29 juin 2020, lors d'une rencontre de championnat face au Getafe CF. Il est titularisé lors de cette rencontre perdue par son équipe (2-1 score final),.
Sous la direction de Xabi Alonso, Pacheco participe à la montée de l'équipe B en deuxième division espagnole à l'issue de la saison 2020-2021.
En juin 2021, Pacheco est définitivement promu en équipe première, en même temps que son coéquipier Robert Navarro.
Le 16 septembre 2021, Pacheco joue son premier match de coupe d'Europe à l'occasion d'une rencontre de Ligue Europa face au PSV Eindhoven. Il entre en jeu à la place de Aihen Muñoz et les deux équipes se neutralisent (2-2).
Pacheco joue son premier match de Ligue des champions le 20 septembre 2023, contre l'Inter Milan. Il entre en jeu et les deux équipes se neutralisent (1-1 score final).

### En sélection
Avec l'équipe d'Espagne des moins de 17 ans, Jon Pacheco participe au championnat d'Europe des moins de 17 ans en 2018. Il ne joue toutefois qu'un seul match, entrant en jeu contre la Serbie (victoire 0-1 de l'Espagne). Son équipe est éliminée en quarts de finale face à la Belgique (2-1).
De 2018 à 2019, Pacheco représente les moins de 18 ans, pour un total de dix matchs.
En mars 2022, Jon Pacheco est appelé pour la première fois avec l'équipe d'Espagne espoirs. Il joue son premier match le 25 mars 2022 contre la Lituanie. Il est titularisé avant d'être remplacé par Raúl Torrente, et son équipe s'impose largement ce jour-là par huit buts à zéro.

## Statistiques
Le tableau ci-dessous retrace la carrière de Jon Pacheco depuis ses débuts :

### Statistiques détaillées
| Saison                | Club                  | Championnat           | Championnat | Championnat | Coupe(s) nationale(s) | Coupe(s) nationale(s) | Compétition(s) continentale(s) | Compétition(s) continentale(s) | Compétition(s) continentale(s) | Total | Total |
| Saison                | Club                  | Division              | M.          | B.          | M.                    | B.                    | Comp.                          | M.                             | B.                             | M.    | B.    |
| 2019-2020             | Real Sociedad         | Liga                  | 1           | 0           | -                     | -                     | -                              | -                              | -                              | 1     | 0     |
| 2020-2021             | Real Sociedad         | Liga                  | 1           | 0           | -                     | -                     | C3                             | -                              | -                              | 1     | 0     |
| 2021-2022             | Real Sociedad         | Liga                  | 10          | 0           | 3                     | 0                     | C3                             | 3                              | 0                              | 16    | 0     |
| 2022-2023             | Real Sociedad         | Liga                  | 17          | 0           | 3                     | 0                     | C3                             | 5                              | 0                              | 25    | 0     |
| 2023-2024             | Real Sociedad         | Liga                  | 23          | 1           | 3                     | 0                     | C1                             | 5                              | 0                              | 31    | 1     |
| 2024-2025             | Real Sociedad         | Liga                  | 14          | 0           | 3                     | 0                     | C3                             | 5                              | 1                              | 22    | 1     |
| Total sur la carrière | Total sur la carrière | Total sur la carrière | 66          | 1           | 12                    | 0                     | -                              | 18                             | 1                              | 96    | 2     |